# Чистяк Іван Вікторович
Іван Вікторович Чистяк (нар. 1 травня 2000) — український футболіст, півзахисник «Оболонь-Бровара».

## Життєпис
Вихованець СДЮШОР «Зміна» (Київ). З літа 2017 року виступав за юнацьку команду «Оболонь-Бровар».
Напередодні старту сезону 2019/20 років був відправлений набиратися досвіду у другу команду клубу. Дебютував за «Оболонь-Бровар-2» 11 листопада 2019 року в переможному (4:0) домашньому поєдинку 20-о туру групи А Другої ліги проти «Ужгорода». Іван вийшов на поле на 87-й хвилині, замінивши Андрія Корнєва. Станом на 17 листопада 2019 року цей матч залишився єдиним для Чистяка у Другій лізі.